# Haplochthonius simplex
Haplochthonius simplex är en kvalsterart som först beskrevs av Rainer Willmann 1930.  Haplochthonius simplex ingår i släktet Haplochthonius och familjen Haplochthoniidae. Inga underarter finns listade i Catalogue of Life.